# 고로 (고구려)
고로(高老, ?~?)는 고구려의 장수이다.

## 생애
507년에 말갈(靺鞨)과 공모해 말갈 연합군과 백제의 한성(漢城)을 공격하기 위해 군사들을 이끌고 횡악(橫岳) 밑까지 진군했지만 백제 무령왕이 이끄는 군대의 공격을 받고 퇴각했다.